# Mouvement anglican continué
Le mouvement anglican continué (Continuing Anglican movement) désigne un ensemble d'églises qui ont fait sécession de la communion anglicane dont ils refusent certaines évolutions doctrinales. Refusant notamment la théologie libérale, l'ordination des femmes ou des homosexuels, ces églises se présentent comme les vraies continuatrices de la tradition anglicane.
Il faut distinguer ce schisme du mouvement de réalignement anglican qui, à partir du début des années 2000, a vu quelques communautés et diocèses chercher à échapper à la tutelle de l'Église épiscopalienne des États-Unis ou de l'Église du Canada tout en restant dans la communion anglicane.

## Création du mouvement
Le mouvement a été lancé à l'issue de la convention générale de l'Église épiscopalienne des États-Unis de 1976 qui a vu cette église approuver le principe de l'ordination des femmes et adopter une nouvelle version du Livre de la prière commune (Book of Common Prayer).
L'année suivante, des fidèles rejetant ces deux évolutions publient, dans l'« Affirmation de Saint Louis » leur désir de « tout faire pour persévérer dans la foi catholique, l'ordre apostolique, la doctrine orthodoxe et le témoignage évangélique de l'église anglicane traditionnelle ». Ils soutiennent que l'église épiscopalienne ainsi que l'église anglicane du Canada ont quitté la foi catholique et se sont rendues coupables de schisme.
Ils déclarent vouloir se regrouper au sein d'une nouvelle église, l'Anglican Church in North America et désirer maintenir les liens d'intercommunion avec les autres églises de la communion anglicane. Cependant, faute de s'accorder sur les règles fondatrices de cette structure unifiée, celle-ci ne verra jamais le jour et le mouvement anglican continué s'est rapidement scindé en plusieurs églises concurrentes.